# Lacurbs
Lacurbs is een geslacht van hooiwagens uit de familie Biantidae.
De wetenschappelijke naam Lacurbs is voor het eerst geldig gepubliceerd door Sørensen in 1896. 

## Soorten
Lacurbs omvat de volgende 2 soorten:
- Lacurbs nigrimana
- Lacurbs spinosa